# Jesetrovke
Jesetrovke (Acipenseriformes) su red riba iz razreda zrakoperki (Actinopterygii). Obuhvaća porodice Jesetre (Acipenseridae) i Veslokljunke (Polyodontidae).

## Razdioba
Porodica Acipenseridae Bonaparte, 1831
Porodica Polyodontidae Bonaparte, 1838

## Vanjske poveznice
|  | Zajednički poslužitelj ima još gradiva o temi Jesetrovke |
|  | Wikivrste imaju podatke o taksonu Jesetrovki             |